# Pamela Davies
Pamela Davies (auch Pam Davies) (* 1962) ist eine britische Soziologin und Kriminologin, die als Professorin am Department für Sozialwissenschaften der Northumbria University in Newcastle upon Tyne lehrt und forscht. Seit 2023 amtiert sie als Präsidentin der British Society of Criminology.
Davies’ Forschungsinteressen gelten der Feministischen Kriminologie und der Viktimologie.

## Schriften (Auswahl)
- Gender, crime and victimisation. SAGE, London/Thousand Oaks 2011, ISBN 978-1-84787-027-8.
- Herausgegeben mit Peter Francis und Victor Jupp: Doing criminological research. 2. Auflage, SAGE, Los Angelese 2011, ISBN 978-1-84860-652-4.
- Herausgegeben mit Peter Francis und Chris Greer: Victims, crime and society. SAGE, London/Los Angeles 2007, ISBN 978-1-4129-0759-0.
- Herausgegeben mit Peter Francis und Victor Jupp: Victimisation. Theory, research, and policy. Palgrave Macmillan, Houndmills/New York 2003, ISBN 0-333-92501-7.
- Herausgegeben mit Peter Francis und Victor Jupp: Invisible crimes. Their victims and their regulation. St. Martin’s Press, New York 1999, ISBN 0-312-22182-7.
- Herausgegeben mit Peter Francis und Victor Jupp: Policing futures. The police, law enforcement, and the twenty-first century. MacMillan Press Ltd/St. Martin’s Press, Houndmills/New York 1997, ISBN 0-312-17597-3.